# 大和市
大和市（日语：／ Yamato shi */?）位於日本神奈川縣中央的都市。大和市原屬高座郡的一部分，其後於1959年2月1日升格為市，脫離高座郡。現時是神奈川縣其中一個施行時特例市。2010年時，該市人口往東京都區部的通勤率是15.3%，往橫濱市的通勤率是18.3%。

## 地理
大和市位於神奈川縣的中部，距離東京市中心少於40公里，人口約22萬人。附近城市包括橫濱市（東方）、座間市、海老名市、綾瀨市（西方）、藤澤市（南方）、相模原市和東京都町田市（北方）。現時是施行時特例市，但也有與鄰近的座間市、海老名市、綾瀨市合併為一個政令指定都市的構想。

## 交通

### 鐵路
小田急電鐵
- 江之島線：中央林間站 - 南林間站 - 鶴間站 - 大和站 - 櫻丘站 - 高座澀谷站

東急電鐵
- 田園都市線：中央林間站 - 月見野站

相模鐵道
- 本線：相模大塚站- 大和站

相模鐵道東日本旅客鐵道
- 相鐵·JR直通線：相模大塚站 - 大和站

※人口20萬人以上但沒有設立JR車站的特別區與市，除了大和市外，還有春日部市、草加市、世田谷區、調布市、厚木市、豐田市、豐中市、那霸市。

### 巴士
- 神奈川中央交通、藤澤神奈交巴士、橫濱神奈交巴士
- 相鐵巴士

### 道路
- 國道16號（東京環狀）

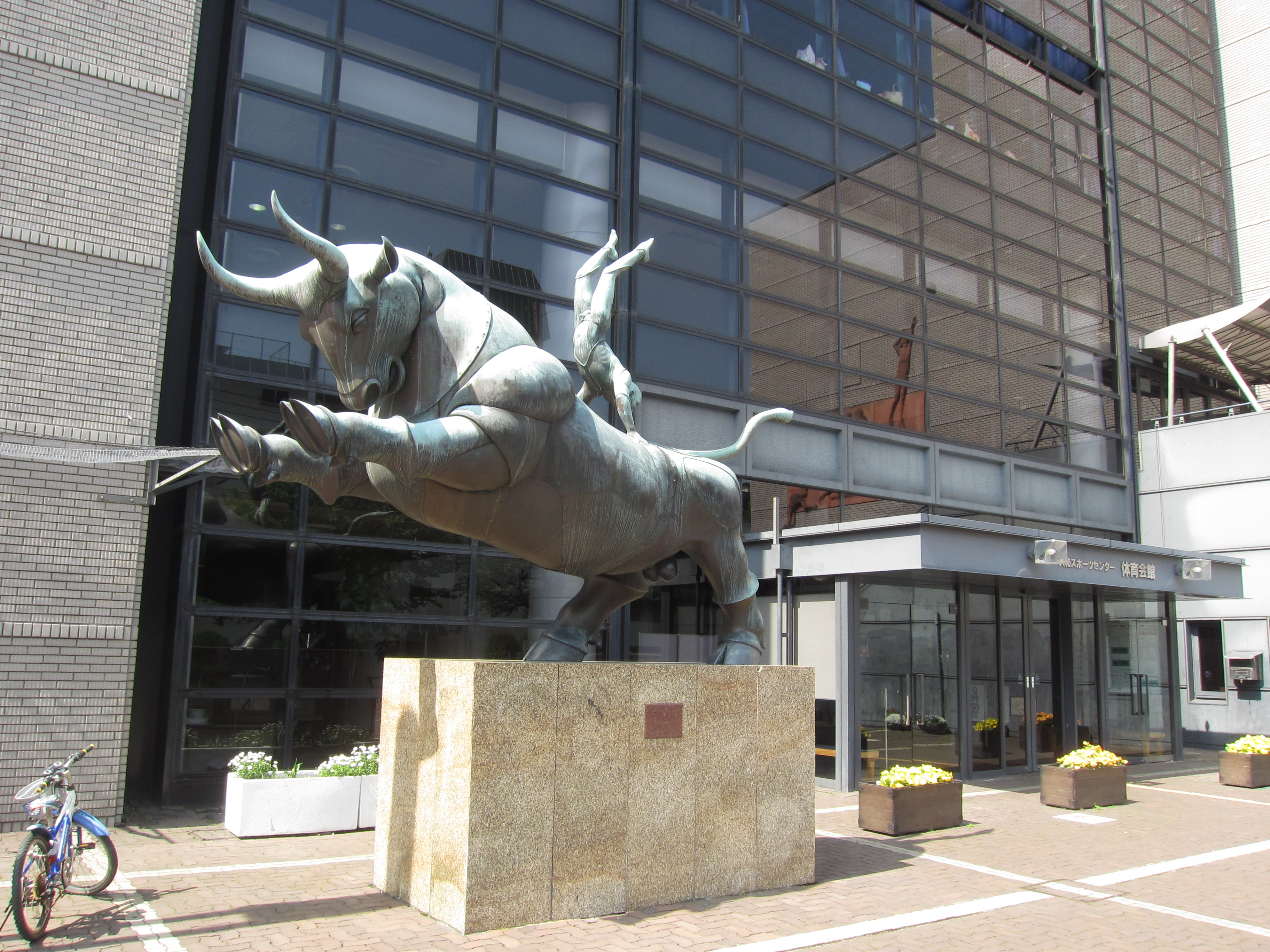
體育中心

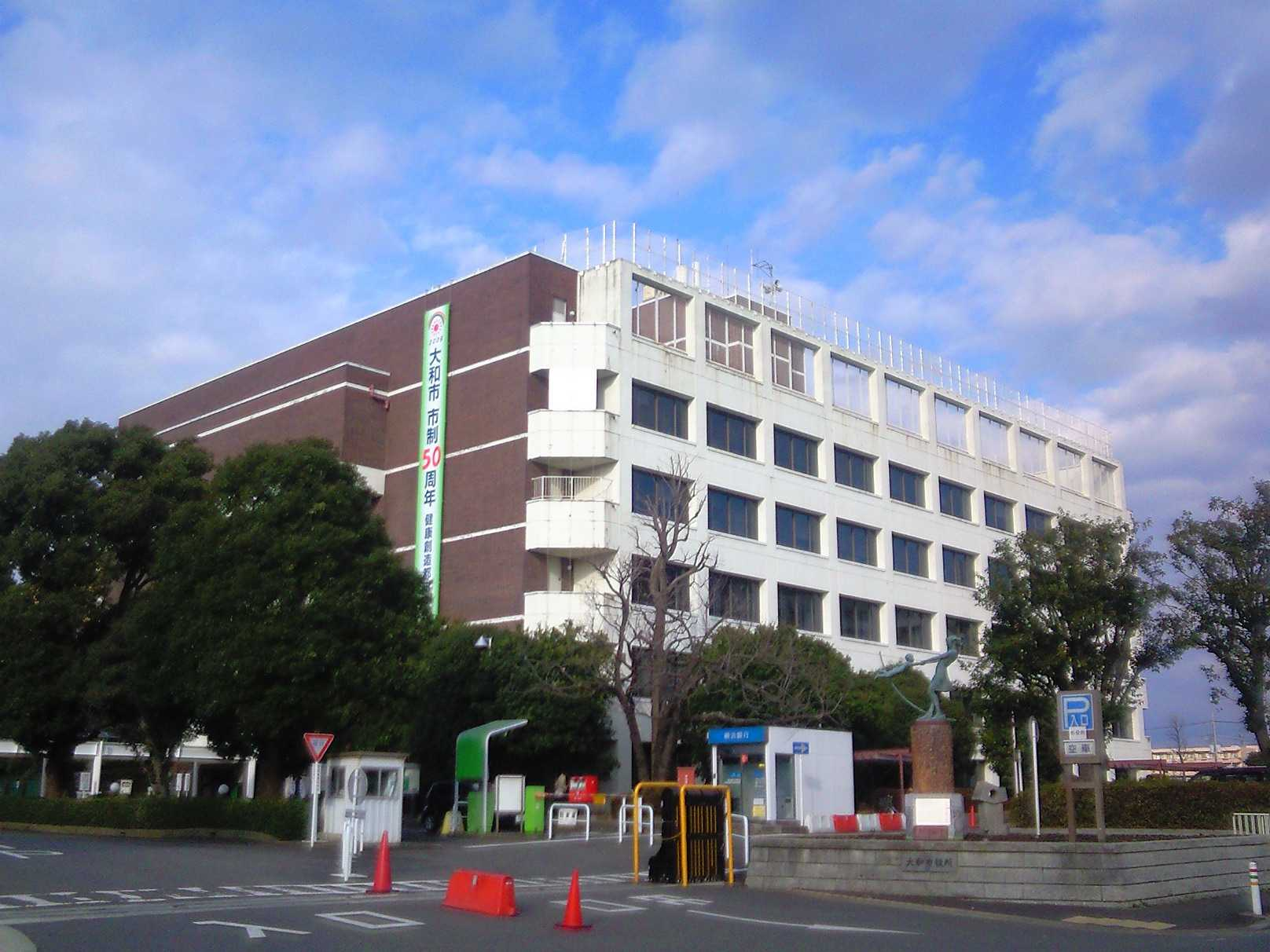
市公所

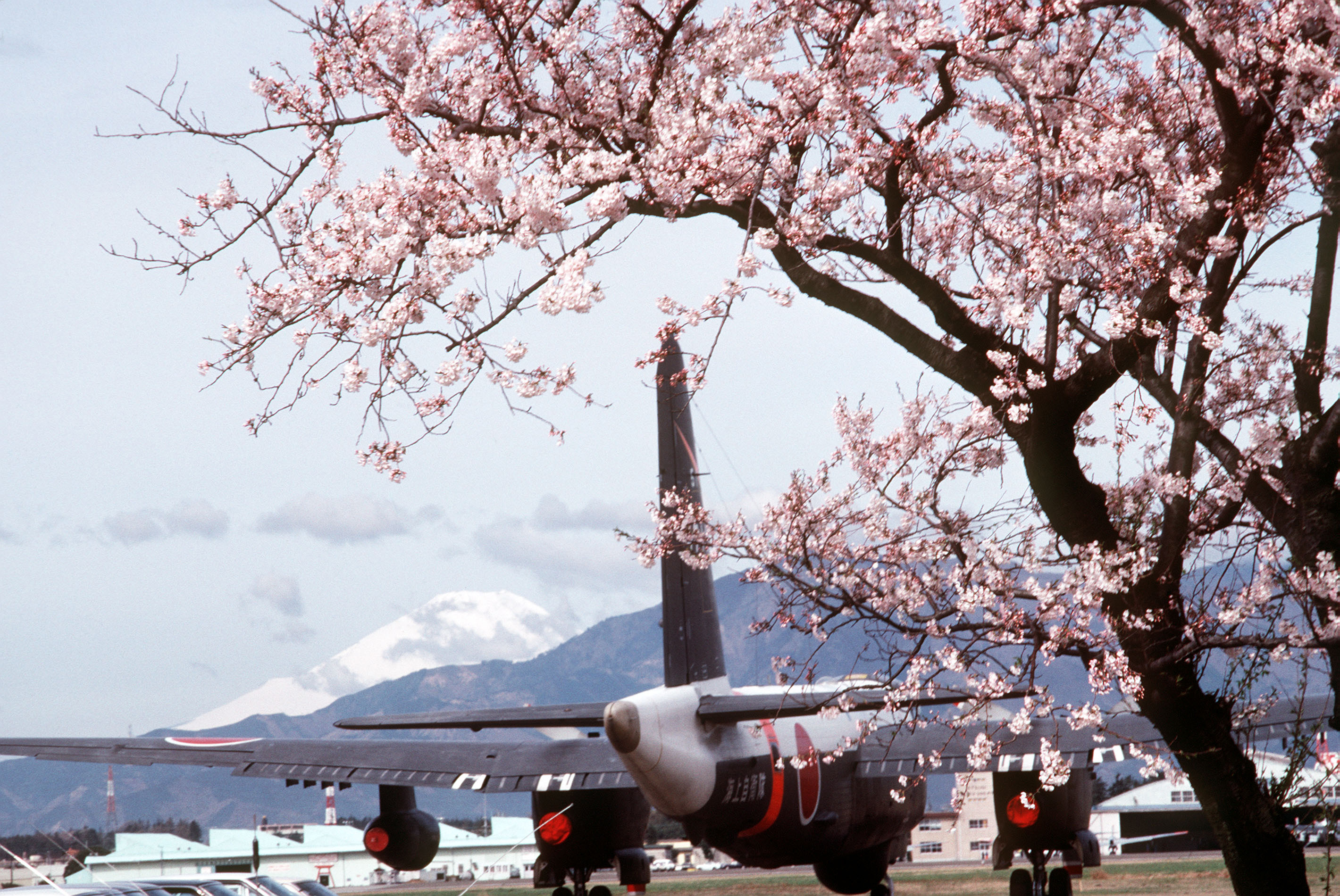
厚木海軍基地

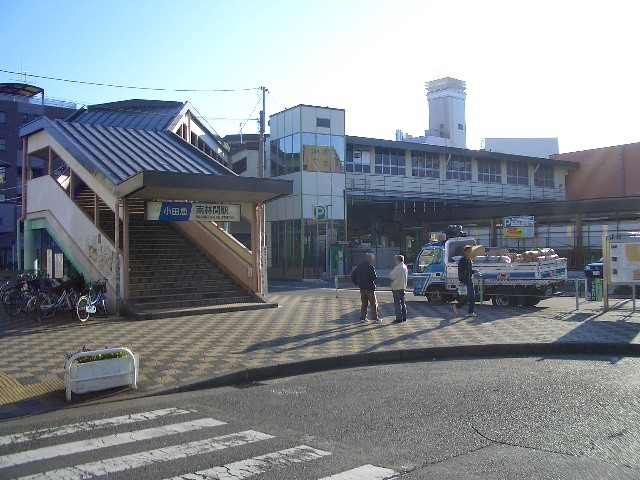
南林間站

- 國道246號（大和厚木繞道）※市内には旧道もある
- 國道467號（藤澤街道）
- 東名高速道路
  - 大和巴士站
  - 大和隧道
- 神奈川縣道40號橫濱厚木線（厚木街道）
- 神奈川縣道45號丸子中山茅崎線（中原街道）
- 神奈川縣道50號座間大和線（座間街道）
- 神奈川縣道56號目黑町町田線
- 神奈川縣道451號藤澤大和自動車道線（境川自転車道）

## 姊妹城市
日本國內
- 南魚沼市（新潟縣）－原南魚沼郡大和町，成員
- 黑川郡大和町（宮城縣）－成員
- 甲州市（山梨縣）－原東山梨郡大和村，成員

## 出身於本市的名人

### 諾貝爾獎得主
- 根岸英一 - 2010年諾貝爾化學獎得主，普渡大學教授，成長於大和市

### 藝能界
- 杏里（音樂家）
- 河村隆一（音樂家，原LUNA SEA成員）
- 香坂みゆき（女優）
- 小金澤昇司（歌手）
- 市川繪美（南青山少女歌劇團）
- 近藤真彥（藝人）
- 齊藤光浩（音樂家、BOW WOW）
- 高梨欣也（原MBS主播，大阪藝術大學教授）
- 長野博（V6成員）
- 宮田俊哉（Kis-My-Ft2成員）
- 堀江美都子（歌手、聲優）
- 冈田奈奈（AKB48成員）
- AKIRA（放浪兄弟成員）

### 運動員
- 川村丈夫（原職業棒球手）
- 普久原淳一（原職業棒球手）
- 藤本淳吾（原足球選手）
- 楢崎教子（原柔道選手）

## 外部連結
- 大和市官方網站 （页面存档备份，存于）（日語）
  - 大和市的統計資料（日語）
- 大和市市議會議員一覽（日語）

1. ↑  平成22年度国勢調査